# Aloísio Jorge Pena Vitral
Dom Aloísio Jorge Pena Vitral (Rio de Janeiro, 23 de abril de 1955) é um bispo católico brasileiro. Foi o quinto bispo da diocese de Teófilo Otoni e é o bispo-emérito de Sete Lagoas.

## Biografia
Ainda bem pequeno e em companhia dos pais, Newton Gonçalves Vitral e Júlia Pena Vitral e do irmão mais velho mudou-se para Bom Jardim de Minas, onde foi batizado. Em 1958, a família foi para Juiz de Fora e, quando Aloísio tinha apenas 5 anos de idade, mudou-se para Belo Horizonte.
A entrada no Seminário se deu aos 20 anos, em fevereiro de 1976, na Congregação dos padres do Sagrado Coração de Jesus, em Jaraguá do Sul. Cursou Filosofia de 1977 a 1979, em Brusque, e Teologia de 1980 a 1983, em Taubaté. Concluiu o curso de Teologia em 1985 na Pontifícia Universidade Católica de Minas Gerais.
Sua ordenação diaconal foi celebrada em 28 de junho de 1985, na Igreja Santo Antônio, em Belo Horizonte e a ordenação sacerdotal no dia 18 de janeiro de 1986. Padre Aloísio tomou posse na Paróquia de Santo Antônio, em Nova Lima, em 26 de janeiro de 1986, onde permaneceu até 1990.
Assumiu a reitoria do Seminário de Filosofia Emaús da Arquidiocese de Belo Horizonte, de 1991 a 1992. No ano seguinte, em 1993, tomou posse como pároco da Paróquia Santa Efigênia dos Militares, onde permaneceu até outubro de 2005. Nesta paróquia criou a Estação da Vida. Padre Aloísio foi também Formador Espiritual no Seminário Maior da Arquidiocese. Antes de ser nomeado bispo, era pároco da Paróquia Nossa Senhora das Dores, em Belo Horizonte.
Aos 11 de fevereiro de 2006 foi nomeado bispo-auxiliar da Arquidiocese de Belo Horizonte, com a sede titular Thubursicum-Bure e foi ordenado bispo no dia 25 de março do mesmo ano por Dom Walmor Oliveira de Azevedo. No dia 25 de novembro de 2009, o Papa Bento XVI o nomeou bispo da Diocese de Teófilo Otoni.
No dia 20 de setembro de 2017, foi nomeado bispo da diocese de Sete Lagoas, pelo papa Francisco, sucedendo a Dom Guilherme Porto. Ele é o quinto bispo diocesano de Sete Lagoas.